# Biblioteca Alagoniana

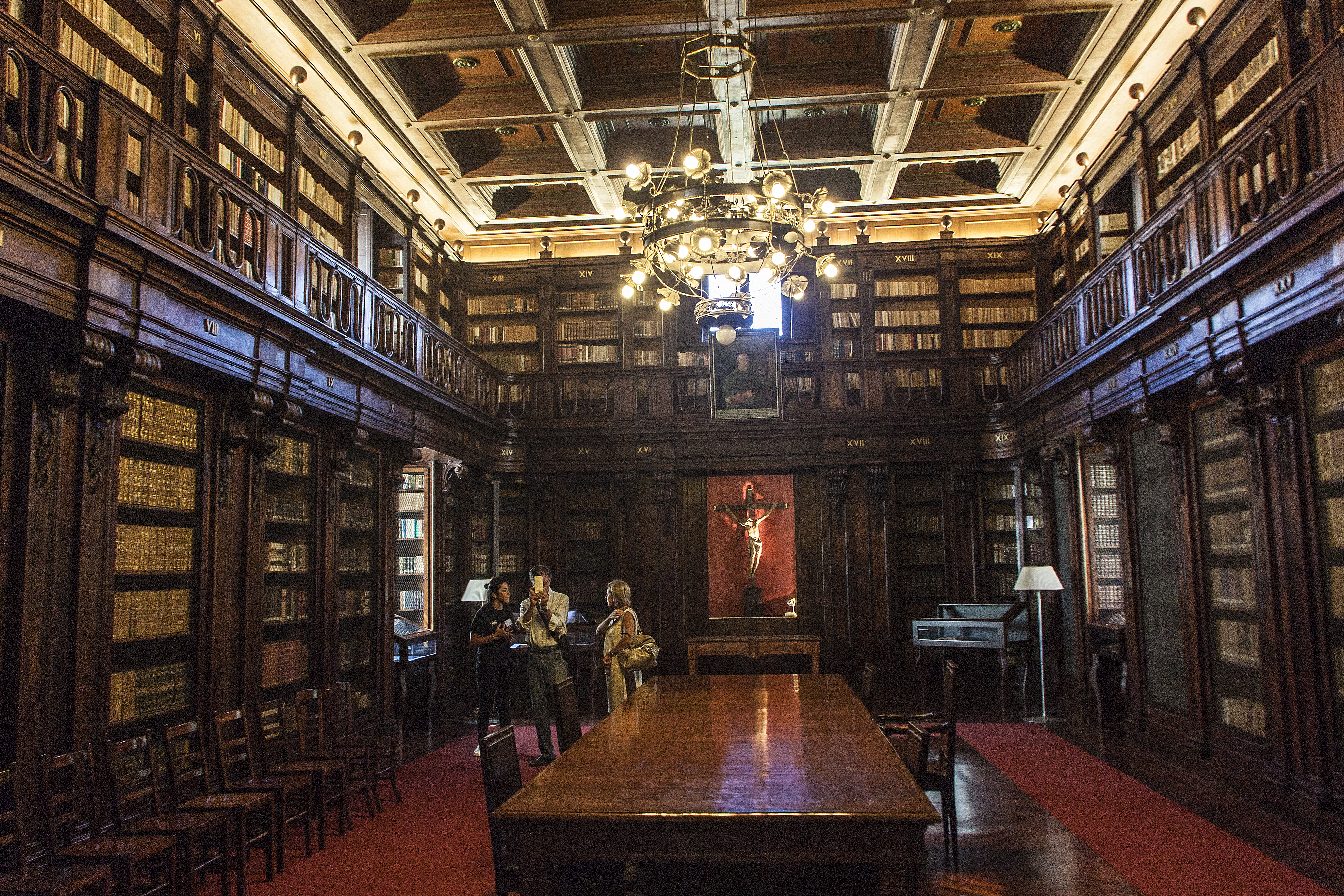
Biblioteca Alagoniana in Syracuse, Italië

De Biblioteca Arcivescovile Alagoniana is een bibliotheek en archief in Syracuse, Italië. De bibliotheek bevindt zich in een zijvleugel van het aartsbisschoppelijk paleis, aan de Piazza Duomo tegenover de kathedraal van Syracuse.
De bibliotheek dateert van de 18e eeuw. Ze is genoemd naar haar stichter Giovan Battista Alagona, bisschop van Syracuse. De bibliotheek is eigendom van het aartsbisdom Syracuse.
De collectie bevat talrijke manuscripten en oude boeken, waaronder 21 Latijnse, Griekse en Arabische codices. Hier zijn onder meer te vermelden een Becommentarieerde Koran, een Byzantijns evangelieboek, een Bijbel in Gotisch schrift, de Istituzioni di rettorica van de humanist Georgius van Trebisonda (1395-circa 1472) en de Libro d’Ore della Beata vergine Maria die verlucht is met Vlaamse miniaturen uit de 14e eeuw. 
Qua gedrukte boeken bezit de Biblioteca Alagoniana exemplaren van de oudste drukwerken uit de jaren 1470-1500. Hieronder zijn te vermelden de Liber Cronicarum van Scherer en Komermeister, gedrukt door Anton Koberger in Neurenberg, alsook de Biblia Pauperum en de Manipulus Curatorum van Johannes Bulle uit Bremen gedrukt in Rome.